# Fideicomisos Instituidos en Relación con la Agricultura
FIRA, Fideicomisos Instituidos en Relación con la Agricultura son cuatro fideicomisos públicos constituidos por el Gobierno Federal Mexicano que operan desde el 31 de diciembre de 1954. Para los cuales funge como fideicomitente la Secretaría de Hacienda y Crédito Público y como fiduciario el Banco de México. El objetivo de FIRA es otorgar crédito, garantías, capacitación, asistencia técnica y transferencia de tecnología a los sectores agropecuario, rural y pesquero del país. Opera como banca de segundo piso, con patrimonio propio y coloca sus recursos a través de Intermediarios Financieros.

## Intermediarios Financieros de FIRA
FIRA como banca de segundo piso coloca los recursos a través de diversas instituciones financieras como lo son los bancos tradicionales, las Sociedades Financieras de Objeto Limitado (SOFOLES), las Sociedades Financieras de Objeto Múltiple (SOFOMES), las Arrendadoras Financieras, los Almacenes Generales de Depósito, diversas Empresas de Factoraje Financiero, las Sociedades Cooperativas de Ahorro y Préstamo (Cooperativas), las Sociedades Financieras Populares (SOFIPOS), Uniones de Crédito, entre otras similares.

## Fondos de FIRA
Fideicomisos Instituidos con Relación a la Agricultura está integrado por cuatro fondos:
- El Fondo de Garantía y Fomento para la Agricultura, Ganadería y Avicultura (FONDO) se constituyó por decreto publicado en el Diario Oficial de la Federación (DOF) el 31 de diciembre de 1954 y fue constituido mediante contrato de Fideicomiso, celebrado el 24 de junio de 1955 con objeto de apoyar programas de crédito del Gobierno Federal, mediante la canalización de recursos financieros a las Instituciones de Crédito, para que éstas a su vez los hagan llegar a través de créditos otorgados a productores para préstamos de habilitación o avío, para la agricultura, ganadería, avicultura y otras actividades afines.[4]
- El Fondo Especial para Financiamientos Agropecuarios (FEFA) fue constituido mediante contrato de Fideicomiso, celebrado el 26 de agosto de 1965 con objeto de prestar apoyo a programas de crédito del Gobierno Federal, mediante la canalización de recursos financieros a las Instituciones de Crédito, Banca de Desarrollo, así como a Sociedades de Objeto Limitado y otros intermediarios financieros no bancarios, para que éstos a su vez lo hagan llegar a través de créditos a productores para financiamientos de habilitación y avío, refaccionarios y prendarios para la agricultura, ganadería, avicultura, agroindustria y otras actividades afines.[4]
- El Fondo Especial de Asistencia Técnica y Garantía para Créditos Agropecuarios (FEGA) fue constituido mediante contrato de Fideicomiso, celebrado el 30 de octubre de 1972 con objeto de operar un sistema de prestación de servicios técnicos y otorgamiento de garantías que faciliten la realización de proyectos de producción agropecuaria.[4]
- El Fondo de Garantía y Fomento para las Actividades Pesqueras (FOPESCA) se constituyó mediante contrato de Fideicomiso, celebrado el 28 de julio de 1988 con objeto de apoyar programas de crédito del Gobierno Federal, mediante la canalización de recursos financieros a las Instituciones de Crédito y Banca de Desarrollo, para que éstas a su vez lo hagan llegar a través de créditos otorgados a productores para préstamos de habilitación o avío y refaccionario, para la pesca, acuacultura y otras actividades afines.[4]

## Estructura
| Director general                | Periodo     |
| ------------------------------- | ----------- |
| Salvador Lira López             | 1955 - 1965 |
| Horacio García Aguilar          | 1965 - 1982 |
| Antonio Baca Díaz               | 1982 - 1990 |
| Guillermo Vázquez Rodríguez     | 1990 - 1998 |
| Francisco Meré Palafox          | 1998 - 2007 |
| Rodrigo Sánchez Mújica          | 2007 - 2013 |
| Rafael Gamboa González          | 2013 - 2019 |
| Act. Jesús Alan Elizondo Flores | 2019 -      |

FIRA tiene 143 oficinas en México, más del 40% se encuentran en comunidades con menos de 50,000 habitantes. Las oficinas se encuentran geográficamente distribuidas en:
- Oficina central en Morelia, Michoacán.
- Oficina en la Ciudad de México
- 5 Oficinas Regionales
- 31 Oficinas Estatales
- 100 Agencias Locales
- 5 Centros de Desarrollo tecnológico

FIRA está operada por una junta de directores compuesta por representantes del Gobierno Federal Mexicano, Cuerpos Reguladores, Bancos Comerciales, Agroindustrias y una variedad de Organizaciones Agrícolas A lo largo de su historia, FIRA ha experimemtado una continuidad estructural mejor que la mayoría de las instituciones del gobierno mexicano.
La estrucutrua organizacional de FIRA consiste en seis unidades administrativas y un órgano interno de control.

## Historia

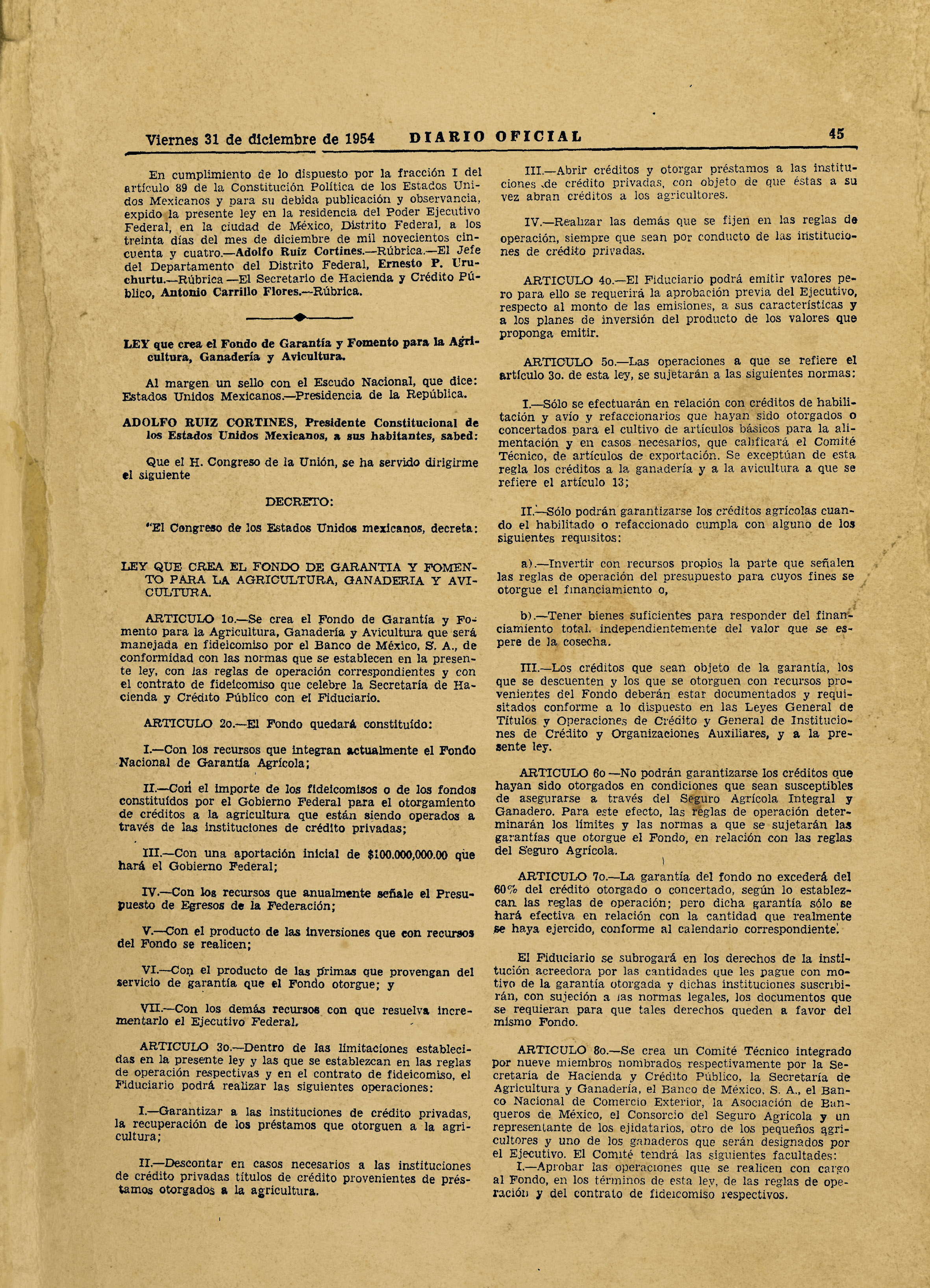
Página del diario oficial de la federación donde se decreta la creación del Fondo de Garantía y Fomento para la Agricultura Ganadería y Avicultura

Durante la década de los 50, en México el sector alimentario representaba más de un cuarto del tamaño de la economía. Este panorama significó para el Banco de México y el gobierno Federal asumir el reto de impulsar la participación de las instituciones de crédito privadas en el financiamiento de las actividades del campo, en este contexto el 31 de diciembre de 1954, se creó el Fondo de Garantía y Fomento para la Agricultura, Ganadería y Avicultura, con la misión de incrementar la productividad en el sector agropecuario y promover los servicios financieros y técnicos para impulsar el desarrollo del campo, a través del decreto de ley publicado en el diario oficial de la federación.
El 24 de junio de 1955 que se firma el contrato del fideicomiso entre el Gobierno Federal representado por la Secretaría de Hacienda y Crédito Público como fideicomitente y el Banco de México como fiduciario; el 22 de agosto de ese mismo año se integra el primer comité técnico de FIRA y dos días más tarde el fiduciario recibe la cantidad de 25 millones de pesos como primera aportación del gobierno federal para así iniciar operaciones.
El 13 de febrero de 1956 se aprueban las dos primeras solicitudes de crédito provenientes de la financiera Crédito Ganadero y el Banco Mercantil del Norte. Crédito Ganadero solicitó 2.5 mdp para un grupo de productores avícolas con la finalidad de instalar ocho gallineros y, por su parte, Banco Mercantil del Norte solicitó crédito refaccionario de 150 mil pesos para la ampliación de una granja avícola. Los primeros créditos de habilitación o avío se iniciaron con el Banco del Noroeste, con un financiamiento de 600 mil pesos para gastos en cosechas de crédito, más tarde ese mismo año.
En el año de 1958 se inicia el primer proyecto de investigación enfocado en la producción avícola en colaboración con el Instituto Mexicano de Investigaciones Tecnológicas y la Escuela Nacional de Agricultura, sentando las bases para los programas de investigación y especialización del fideicomiso.
En el año de 1965 se crea el segundo fondo de FIRA, el denominado Fondo Especial para Financiamientos Agropecuarios (FEFA), este fondo agropecuario le correspondió brindar financiamientos de crédito, descuento de papel derivado de créditos refaccionarios otorgados a la agricultura, la ganadería y a la industrialización de productos agropecuarios.
El 1 de octubre de 1965 FIRA inicia operaciones con el Banco Internacional de Reconstrucción y Fomento (BIRF) hoy Banco Mundial, para obtener fondeo para los proyectos productivos, en su mayoría los créditos fueron destinados a obras de riego. Así también, el 11 de marzo de 1968 el Banco Interamericano de Desarrollo (BID) otorga un préstamo a los fideicomisos por un moento de 20 millones de dólares a una tasa del 3%.
El 30 de octubre de 1972 se crea el tercer fondo de FIRA, el llamado Fondo Especial de Asistencia Técnica y Garantía para Créditos Agropecuarios (FEGA). La finalidad de este fideicomiso fue ofrecer a la banca privada garantía para la recuperación de créditos otorgados a productores de bajos ingresos y reembolsar parcialmente los costos de asistencia técnica. Si bien la asistencia técnica estuvo presente desde los inicios de FIRA es con la fundación del FEGA que adquirió una notoria importancia.
En 1989 se constituye el Fondo de Garantía y Fomento para las Actividades Pesqueras (FOPESCA) que estaba enfocado a ayudar a los pescadores de bajos ingresos. Uno de los principales objetivos era el de establecer un programa de descuentos para el sector y centrar los recursos en los productores de bajos ingresos. En este mismo año, se aprobó la transferencia de los activos de BANPESCA a FOPESCA y posteriormente se trasladó toda la operación a FIRA estableciéndose como FIRA-FOPESCA el cuarto y último fondo.
Durante 1994, el Banco de México se hace autónomo, esto conduce a que le canalice crédito a FIRA, otorgándole un préstamo a 20 años. Este mismo año el 26 de octubre, la oficina central de FIRA se traslada de la Ciudad de México a Morelia, Michoacán como parte del programa de descentralización de oficinas federales.
Su actual director general (2023) es el Actuario (matemático) Alan Elizondo Flores, quien cuenta también con una maestría en Desarrollo Económico por la Universidad de Oxford , Reino Unido. 